# Mészáros Giza
Mészáros Giza, született: Schultz Katalin, névváltozat: Schultz Gizella (Újpest, 1877. november 15. – Párizs, 1953. november 18.) színésznő, Mészáros Paulette édesanyja.

## Életútja
Schulcz Mór és Fleischer Rozália (1848–1901) leányaként született Újpesten a Fő utca 63. szám alatt. Legelőször 8 évesen, a fáskamrában játszott színházasdit újpesti pajtásaival, amit hétvégente rendszeresen kipakoltak és székeket, padokat állítottak fel benne. Újpesten végezte elemi iskoláit, majd Kispesten fejezte be polgári iskolai tanulmányait. Ezután Solymosi Elek színiiskolájának lett a növendéke. 
Leszkay Andrásnál lépett színpadra Aradon, naiva szerepkörben, ahol 1896 őszén mutatkozott be a közönségnek. Első szerepe Magduska volt Rákosi Jenő Magdolnájában. Herczeg Ferenc Honty Háza című darabjában és a Kis Lordban aratott sikert. Innen Kassára hívták meg. 1900. június 2-án mint vendég fellépett a Nemzeti Színházban az Aranyember Noémi szerepében, majd Makó Lajos szerződtette Szegedre. Kedvenc szerepei közül a legjobban Bródy Sándor Dadáját szerette. 1897-ben Nagyváradon született meg leánya, Paulette.
1903-tól két esztendeig volt tagja a szegedi színháznak dr. Janovics Jenő igazgatása alatt. Ezen két esztendő során, amelyet a szegedi színpadon eltöltött, alakult ki az a finom, nemes és közvetlen művészete, amely őt a magyar színésznők között annyira értékessé tette. Krecsányi Ignác, a budai és temesvári színházak igazgatója 1905. április 1-jétől kezdődően Mészáros Gizát budai társulatához szerződtette.
1907. november 15-től a Magyar Színház kötelékébe lépett, nemsokára meghívták a Népszínház-Vígoperához, majd 1910. december 1-től a Vígszínház tagja is volt, ahonnan 1916. június 17-én vett búcsút a Három a kislány előadásán, miután dr. Bárdos Artúr Modern Színpadjához szerződött, ahol öt évig működött. A Fővárosi Hírlap 1916. április 26-i száma így jellemzi: "Nagyszerű színésznő. Okos, elmés, kitűnő a humora, kedves a hangja, sőt szemrevaló jelenség is, ami az éjszakában nem utolsó kellék." Élettársa egy időben Csortos Gyula volt. 1912-ben az Eskü téren (ma Március 15. tér) lakott, szabadidejében sok időt töltött olvasással.
Az 1910-es években a Vígszínházban Varsányi Irénnel együtt diktálták a divatot. Mészáros Giza gyakran elsőként jelent meg a legújabb párizsi ruhakreációkban, valamint a fess cipők és selyemharisnyák koronázatlan királynőjeként tartották számon, aki sztárhoz illő életmódot folytatott.

„Mészáros Giza nemrégen tért haza külföldi pihenéséből. Már Ausztria és Magyarország körül járt a vonat, s ő a kupéban Paulával, a kis leányával, előre örült a kezdődő pesti szezonnak. Ekkor a határállomáson egy szigorú katonai egyén lépett a kupéba. A vonatokon most nagyon szigorú az ellenőrzés és a katona igen udvariasan és igen határozottan igazolásra szólította fel a hölgyeket. Az elegáns Giza megijedt egy kicsit.

— Mészáros Giza vagyok, — mondotta, — a Vígszínház tagja, de az igazat megvallva nem láttam el magam semmiféle igazoló írással.

— Az kellemetlen, — válaszolt az igazoló bácsi, — mert én utasítást kaptam, hogy ezt a vonatot különös szigorusággal nézzem végig.

A legkínosabb percek következtek. Mészáros Giza már kezdett belenyugodni abba, hogy leszállítják a vonatról és hoszszabb igazolási herce-hurca következik. Ekkor a kis Paula a homlokára ütött.

— Mama! Meg vagyunk mentve!

Erre elővett és fennen lobogtatta a Szinházi Életnek azt a számát, amely Mészáros Giza arcképét a szinlapon hozta. Az ellenőrző ur figyelmesen megnézte a képet, mosolygott, bocsánatot kért és szalutált. A dolog el volt intézve.”

– Színházi Élet - 1915/4. szám, 18. old.

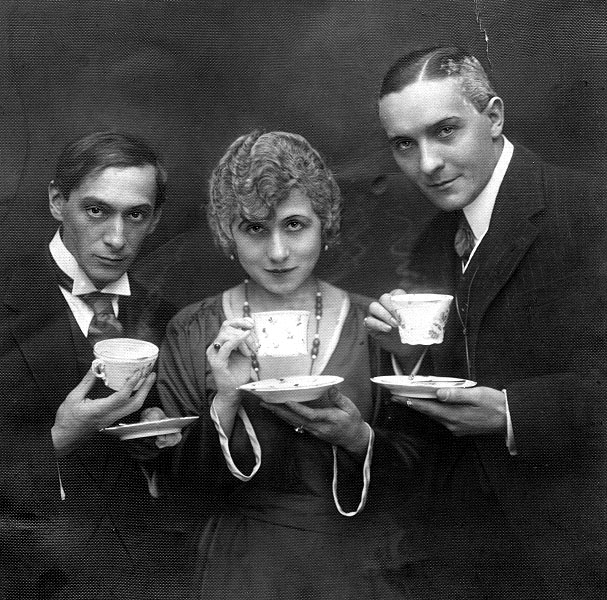
1920-ban a Három csésze teában. Belvárosi Színház. Balról jobbra: Gellért Lajos (Hugó, a férj), Mészáros Giza (Lea), Petheő Attila (Ábel).

1918-tól a Belvárosi Színháznál játszott, 1921-ben a bécsi Renaissance Theaterhez szerződött. 1924. május 4-től az Unió színházak tagja, 1925. szeptember 1-től a Belvárosi és Renaissance Színház tagja volt. Bécsben a Renaissance Theaterben sokáig vendégszerepelt, ahol a Szerelem vásárában mint Lavinia osztatlan sikert ért el, ami jelentős esemény maradt művészi pályája alatt. 1932-ig egy-egy szerepet játszott csak el a Belvárosi, a Víg-, a Magyar, a Fővárosi Operett-, a Király és az Új Színházban.
Visszavonulását követően többször járt lányával külföldre veje üzleti dolgai miatt, azonban a honvágy többször is hazavezette, így 1939 decemberében is, amikor párizsi és barcelonai tartózkodás után újra Magyarországra látogatott.

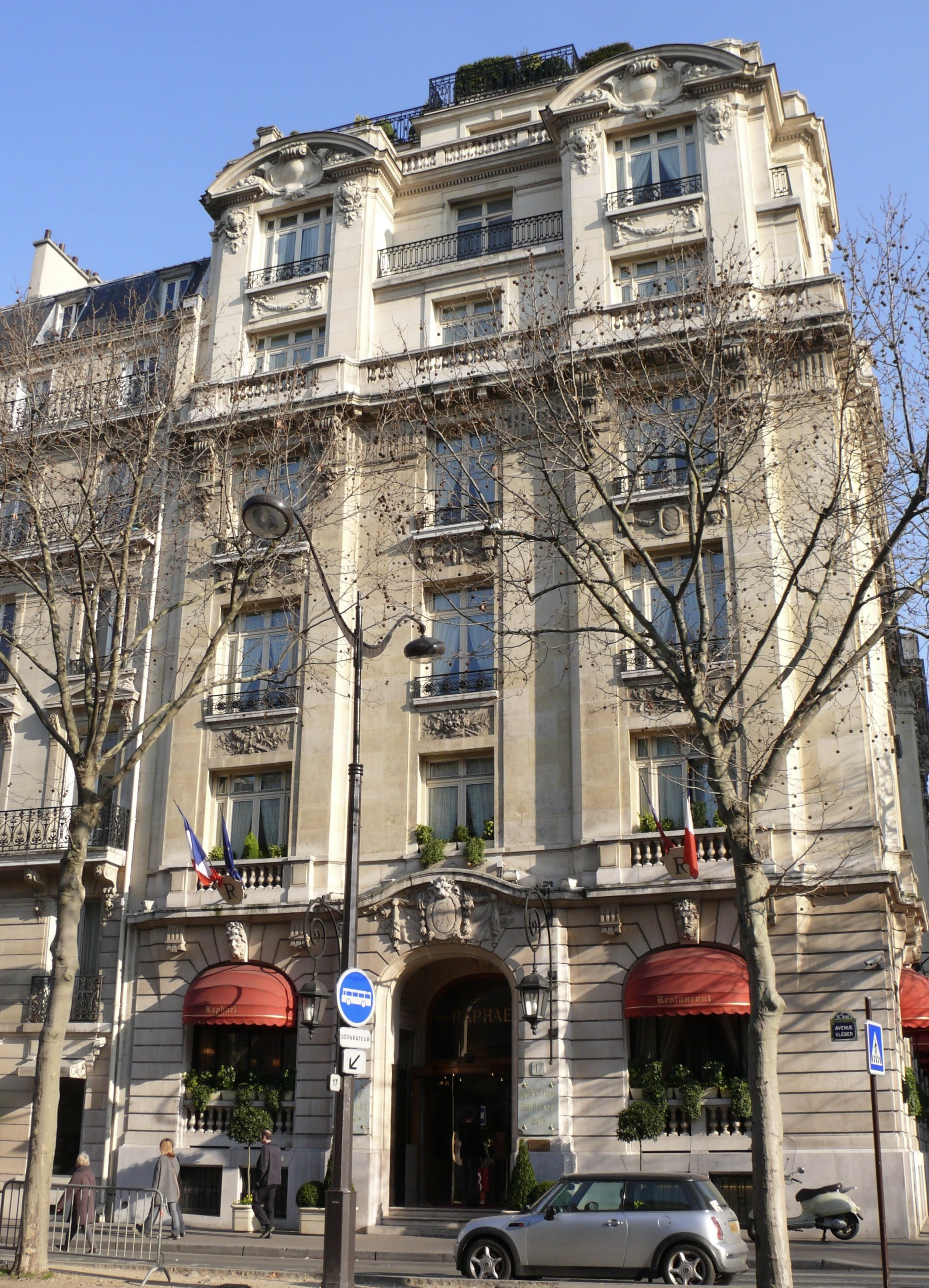
A Kléber sugárút 17. szám alatt található szálloda (Raphael Hotel), a gyilkosság helyszíne

1953 őszén veje, Ricardo Jossua spanyol üzletember már érzelmileg instabil állapotban volt, gyakran a halál körül jártak gondolatai. Október elején feleségével és anyósával megszálltak a Kléber Avenue 17. szám alatt található párizsi Raphaël luxushotelben. November 18-án, míg Mészáros Paulette és Giza aludtak, Jossua fegyverével lelőtte a két nőt, majd ezt követően magával is végzett a fürdőszobában. A rendőrség által megtalált levelek tanúsága szerint Jossua már korábban megpróbált autójával a Szajnába hajtani, hogy mindhármuk életét kioltsa, de attól félt, hogy idő előtt megtalálják és megmentik őket.
Mészáros Giza művelt, intelligens színésznő volt, aki finom eszközökkel és ugyanolyan sok vonással ábrázolta a drámai hősnőket, akárcsak az operettek komikus figuráit, azonban nehezen tudott az új színjátszóstílushoz alkalmazkodni.

## Fontosabb szerepei
- Főhercegnő (Rostand: A sasfiók)
- A színésznő (Molnár Ferenc: A testőr)
- Zsuzsi (Bíró Lajos: Francia négyes)
- Az anya (Sarment: Árnyhalász)
- Gertrud (Shakespeare: Hamlet)
- Natalja Sztyepanovna (Csehov: Leánykérés)
- Noémi (Jókai Mór: Az aranyember)
- Natasa (Gorkij: Éjjeli menedékhely)
- Grisi Lucia (Schubert-Berté: Három a kislány)
- Fanchon (Kék egér)
- Klára (Terike)
- Sophie (Noé bárkája)
- Lea (3 csésze tea)
- címszerep (Schönthan: Dorrit kisasszony)
- Grófné (Nászéjszaka)
- Emily (Mérföldkövek)
- Hanka (címszerep)
- Barbara (Ne váljunk el)
- Lulu (Végállomás)
- Claire (Csibi)
- Ilona (Fej vagy írás)
- Márta (Nagymama)
- Thea asszony (címszerep)
- Dada (címszerep)

## Filmjei
- Egy csók története (1912)
- A marhakereskedő (1913)
- Lotti ezredesei (1916) Lotti
- A föld embere (1917) Kávéházi zenészlány
- A hazugság (1919)
- Terike (1924)

## Lemezfelvételei
- Ellopták szívemet (Ferenczy Károllyal, Jumbola-Record, 1911 körül)[22]
- Előbb csak lassan, csendesen (Kék róka) (Ferenczy Károllyal, Jumbola-Record, 1911 körül)[23]

## Cikke
- Budapester Theather Dekameron II. (Bp., 1925)